# Fort Smith (Nordwest-Territorien)
Fort Smith ist eine Kleinstadt in Kanada und liegt unmittelbar nördlich des 60. Breitengrades Nord, der die Grenze zwischen den Nordwest-Territorien und der südlich davon gelegenen Provinz Alberta bildet.
Man nennt Fort Smith „das Tor zum Norden“. Fort Smith hat 2542 Einwohner (Stand 2016).
Fort Smith ist Sitz eines der beiden Regionalbüros der South Slave Region, der Verwaltung des Wood-Buffalo-Nationalparks und des römisch-katholischen Bistums Mackenzie-Fort Smith mit der Kathedrale St. Joseph.
Während der kanadischen Waldbrandsaison 2023 musste die Gemeinde evakuiert werden, da sich ein Waldbrand näherte und befürchtet wurde, dass der Highway nicht mehr befahrbar sein würde und damit der Fluchtweg abgeschnitten.

## Geographie
Die Stadt ist am 60. Breitengrad (111°54' W) gelegen, daher gibt es dort ein 60th Parallel Visitor Center. Die Stadt liegt am Slave River und an der NWT Highway 5. Westlich der Stadt befindet sich der Flughafen Fort Smith (IATA-Code YSM).

## Sehenswürdigkeiten
Das Northern Life Museum hat den Sammlungsschwerpunkt auf der Geschichte des kanadischen Nordwestens und der dort lebenden Volksgruppen.

## Bildergalerie

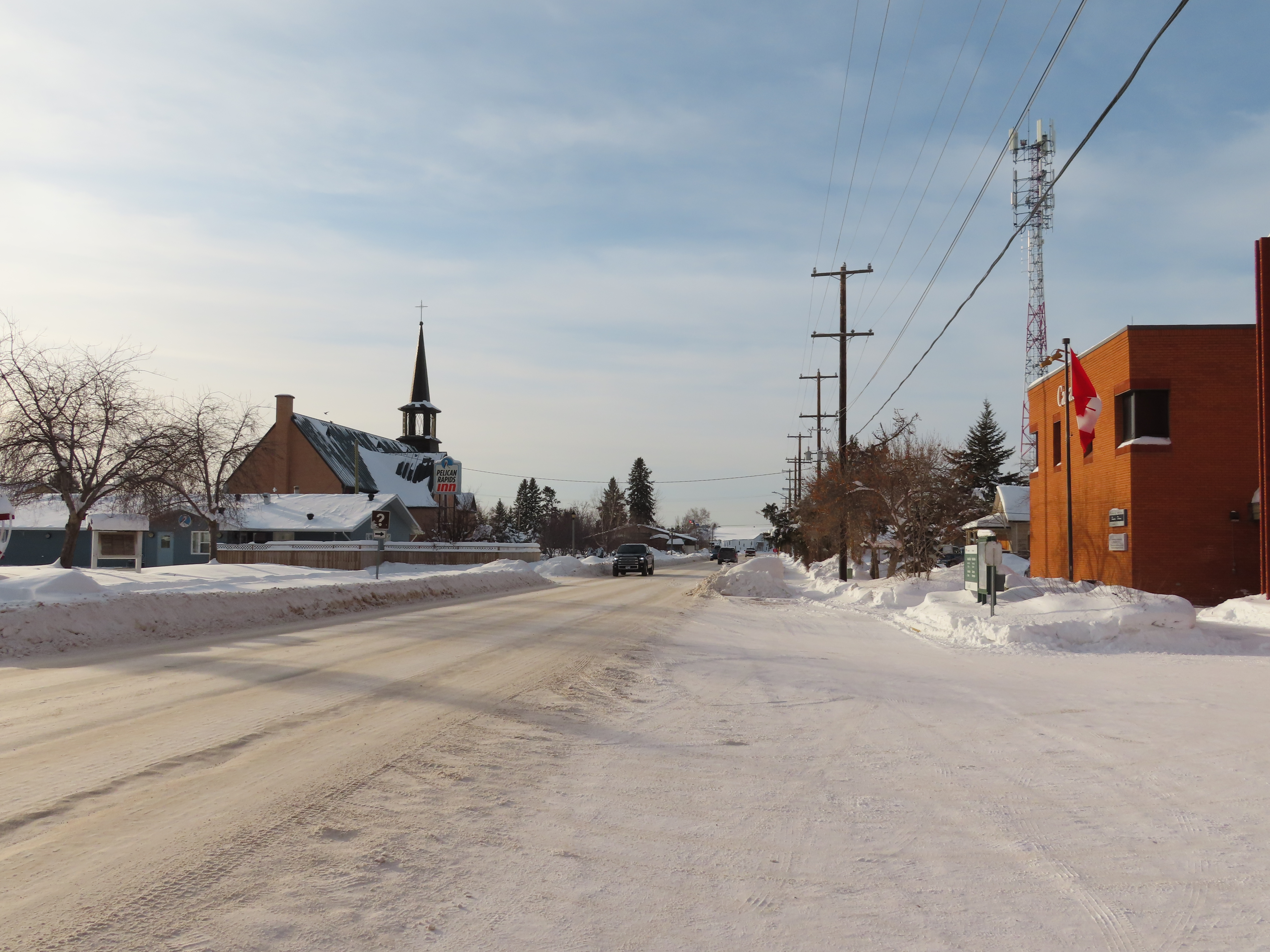
Fort Smith, links Kathedrale
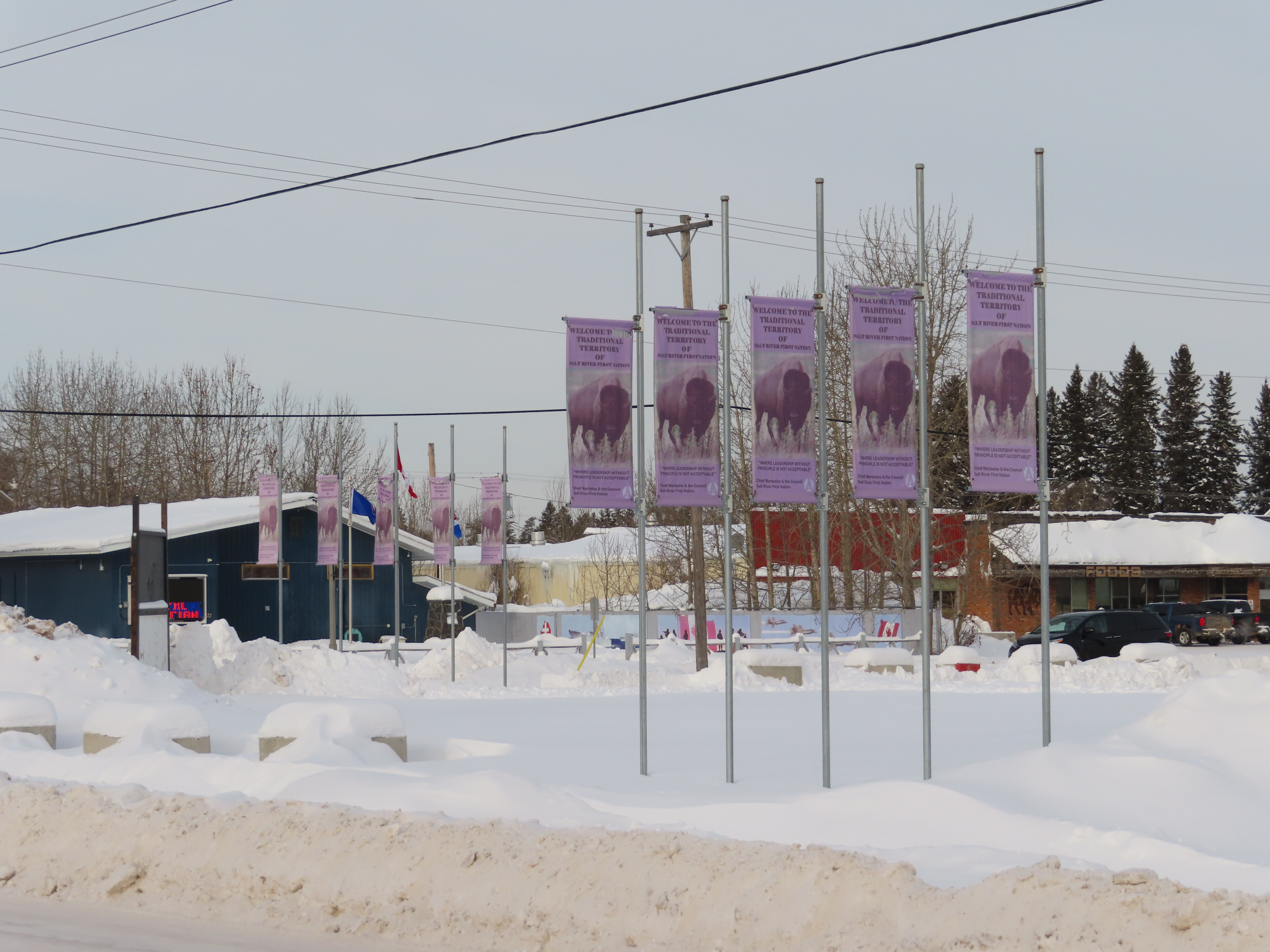
Fort Smith
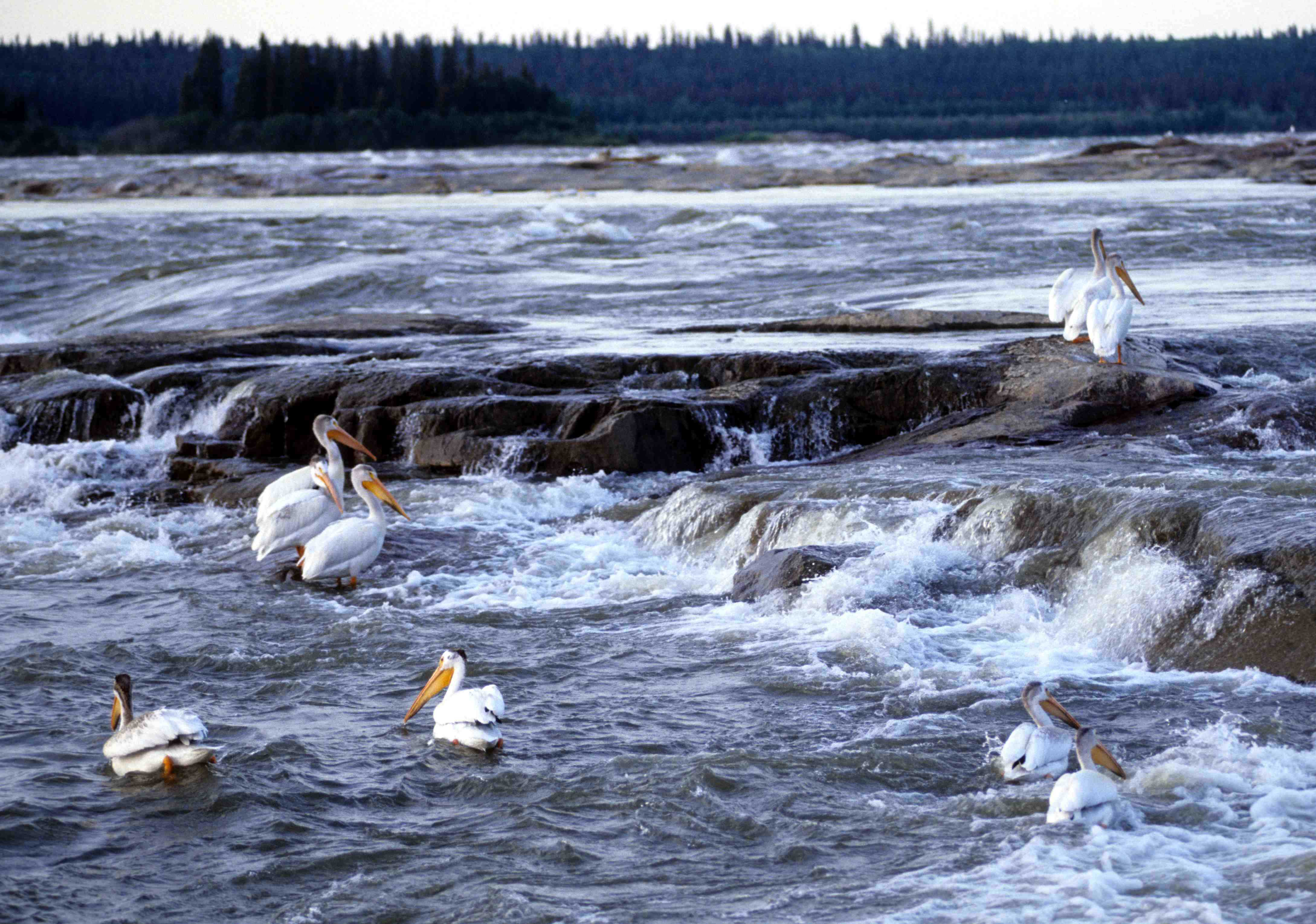
Fort Smith

## Persönlichkeiten
- Mark Carney (* 1965), kanadischer Premierminister, Bankmanager und als erster Ausländer Governor der Bank of England
- Betsy Mawdsley (* 1988), kanadische Biathletin